# Сегуин, Пауль
Пауль Сегуин (нем. Paul Seguin; 29 марта 1995 года, Магдебург, Германия) — немецкий футболист, полузащитник берлинского клуба «Герта».

## Клубная карьера
В 2007 году, во время скаутских просмотров, привлёк внимание селекционеров «Вольфсбурга». 4 марта 2015 года дебютировал в составе «Вольфсбурга» в кубке Германии во встрече против «РБ Лейпциг», выйдя на замену на 89-й минуте вместо Кевина де Брёйне.
23 апреля 2016 года дебютировал в Бундеслиге, в поединке «Вольфсбурга» против «Аугсбурга», выйдя на замену на 81-й минуте вместо Даниэля Калиджури. Всего в сезоне 2015/16 провёл четыре встречи.
18 января 2019 года Сегуин на правах аренды перешел в немецкий клуб «Гройтер Фюрт». После 11 сыгранных Сегуином матчей в лиге «Гройтер Фюрт» приобрел права на футболиста и продлил с ним контракт до 30 июня 2022 года.
8 марта 2022 года подписал контракт с клубом «Унион».
21 июня 2023 года Сегуин согласился присоединиться к «Шальке 04», недавно вылетевшему из Бундеслиги, подписав трёхлетний контракт.

## Достижения
«Вольфсбург»
- Обладатель Кубка Германии: 2014/15